# Cruella (banda sonora)
Cruella: Original Motion Picture Soundtrack es la banda sonora de la película del mismo nombre. Fue publicado el 21 de mayo de 2021 a través de Walt Disney Records. Un álbum separado de música cinematográfica, titulado Cruella: Original Score, compuesto por Nicholas Britell, también fue publicado el mismo día, bajo la misma discográfica.

## Antecedentes
El 31 de marzo de 2021, fue anunciado que Nicholas Britell fue contratado para componer la música cinematográfica de la película de Craig Gillespie, Cruella.
El 10 de mayo de 2021, Walt Disney Pictures reveló que la película contará con "Call Me Cruella", una canción original interpretada por Florence and the Machine, que aparecerá durante los créditos finales. Ese mismo día, Disney anunció que el 21 de mayo de 2021 Walt Disney Records publicaría un álbum de partituras y otro de bandas sonoras.

## Cruella (Original Motion Picture Soundtrack)
| N.º   | Título                         | Artista                  | Duración |  |
| 1.    | «Call Me Cruella»              | Florence and the Machine | 2:07     |  |
| 2.    | «Bloody Well Right»            | Supertramp               | 4:34     |  |
| 3.    | «Whisper Whisper»              | Bee Gees                 | 3:25     |  |
| 4.    | «Five to One»                  | The Doors                | 4:24     |  |
| 5.    | «Feeling Good»                 | Nina Simone              | 2:53     |  |
| 6.    | «Fire»                         | Ohio Players             | 4:35     |  |
| 7.    | «Whole Lotta Love»             | Ike & Tina Turner        | 4:41     |  |
| 8.    | «Livin' Thing»                 | Jeff Lynne               | 3:42     |  |
| 9.    | «Stone Cold Crazy»             | Queen                    | 2:15     |  |
| 10.   | «One Way or Another»           | Blondie                  | 3:35     |  |
| 11.   | «Should I Stay or Should I Go» | The Clash                | 3:08     |  |
| 12.   | «I Love Paris»                 | Georgia Gibbs            | 2:30     |  |
| 13.   | «Love Is Like a Violin»        | Ken Dodd                 | 2:10     |  |
| 14.   | «I Wanna Be Your Dog»          | John McCrea              | 3:55     |  |
| 15.   | «Come Together»                | Ike & Tina Turner        | 3:38     |  |
| 51:34 |                                |                          |          |  |

Las siguientes canciones aparecen en la película pero están excluidas de la banda sonora:
- "Inside-Looking Out de the Animals
- "She's a Rainbow", de  the Rolling Stones
- "Watch the Dog That Bring the Bone", de Sandy Gaye
- "Time of the Season" de the Zombies
- "I Gotcha" by Joe Tex
- "These Boots Are Made for Walkin'" de Nancy Sinatra
- " The Wild One" de Suzi Quatro
- "Hush" de Deep Purple
- "Car Wash" de Rose Royce
- "Boys Keep Swinging" de David Bowie
- "I Get Ideas" de  Tony Martin
- "Tema de A Summer Place" de Norrie Paramor y su orquesta
- " Quizás, Quizás, Quizás", por Doris Day
- "You're Such a Good Looking Woman" de Joe Dolan
- " Smile" de Judy Garland
- "Nightmares" de the J. Geils Band
- "Eternelle" de Brigitte Fontaine
- " The Wizard" de Black Sabbath
- "Sympathy for the Devil" de the Rolling Stones

## Cruella (Original Score)

### Lista de canciones
Toda la música compuesta por Nicholas Britell, excepto donde está anotado 
| N.º   | Título                                                                                          | Duración |  |
| 1.    | «Call Me Cruella» (Florence Welch, Jordan Powers, Nicholas Britell, Steph Jones, Taura Stinson) | 2:07     |  |
| 2.    | «Cruella – Disney Castle Logo»                                                                  | 0:45     |  |
| 3.    | «The Baroque Ball»                                                                              | 2:01     |  |
| 4.    | «The Most Dreadful Accident»                                                                    | 1:18     |  |
| 5.    | «The Drive to London»                                                                           | 1:36     |  |
| 6.    | «Red Hair Dye»                                                                                  | 0:24     |  |
| 7.    | «The Baroness Needs Looks»                                                                      | 1:08     |  |
| 8.    | «I Think You’re Something»                                                                      | 2:10     |  |
| 9.    | «Everything’s Going So Well»                                                                    | 0:41     |  |
| 10.   | «The Necklace»                                                                                  | 1:33     |  |
| 11.   | «The Angle»                                                                                     | 1:10     |  |
| 12.   | «Surveillance»                                                                                  | 1:44     |  |
| 13.   | «I Like to Make an Impact»                                                                      | 1:52     |  |
| 14.   | «Oh, That’s a Hybrid»                                                                           | 1:43     |  |
| 15.   | «Revenge / Let’s Begin»                                                                         | 3:38     |  |
| 16.   | «Putting the Dresses in the Safe»                                                               | 0:42     |  |
| 17.   | «Get It Open / Moths»                                                                           | 1:50     |  |
| 18.   | «Oh, That’s Why You’re Peeved»                                                                  | 2:47     |  |
| 19.   | «The True Story of Cruella’s Birth»                                                             | 1:55     |  |
| 20.   | «I’m Cruella»                                                                                   | 4:20     |  |
| 21.   | «A Great Tribute / She’s Here»                                                                  | 3:45     |  |
| 22.   | «The Cliff»                                                                                     | 4:33     |  |
| 23.   | «She Jumped!»                                                                                   | 0:51     |  |
| 24.   | «Goodbye, Estella»                                                                              | 1:51     |  |
| 25.   | «Call Me Cruella» (versión instrumental)                                                        | 2:06     |  |
| 26.   | «Orchestral Waltz» (bonus track)                                                                | 2:09     |  |
| 50:49 |                                                                                                 |          |  |